# Efektywność ekonomiczna
Efektywność ekonomiczna – działanie, którego celem jest osiągnięcie danego efektu przy wykorzystaniu jak najmniejszej ilości dostępnych zasobów lub też osiągnięcie najlepszego rezultatu przy wykorzystaniu określonej ilości zasobów. Efektywność ekonomiczna w tym podejściu przejawia się w osiąganiu określonego celu przy wykorzystaniu do tego w sposób najbardziej skuteczny i najmniej marnotrawny posiadanych zasobów. Termin ten odnosi się zarówno do indywidualnych podmiotów np. przedsiębiorstwa, gospodarstwa domowego, jak i do większych agregatów np. sektora przedsiębiorstw, gospodarki całego kraju.
Efektywność ekonomiczna jest pojęciem wieloznacznym, które ujęte zostało z różnych perspektyw w naukach ekonomicznych i naukach o zarządzaniu. Dlatego, też występuje wiele definicji tego terminu.
W naukach ekonomicznych efektywność ekonomiczna określana jest jako jednoczesne osiągnięcie efektywności technologicznej i efektywności alokacyjnej. Zagadnienie to związane jest przede wszystkim z optymalizacją alokacji zasobów. Często termin ten utożsamiany jest z efektywnością rozumianą jako efektywność Pareto.
W naukach o zarządzaniu zgodnie z teorią organizacji wyróżnia się trzy podejścia do efektywności:
- podejście celowościowe, w którym ocena efektywności dotyczy przede wszystkim stopnia realizacji założonego celu, a dopiero w następnej kolejności poziomu wykorzystania dostępnych zasobów,
- podejście systemowe, według którego efektywność to umiejętność pokonywania przez organizację braku pewności płynącej z otoczenia oraz kształtowania przez nią otoczenia w kierunku dogodnym dla niej samej,
- podejście wielokryterialne, w którym idea efektywności opiera się na osiąganiu przez organizację wyznaczonych celów, spełnianiu określonych warunków i utrzymywaniu nałożonych na nią standardów.